# Promieniowanie czynne fotosyntetycznie

Maksima absorpcyjne chlorofili na tle widma światła białego

Promieniowanie fotosyntetycznie czynne (ang. Photosynthetically active radiation, PAR, PhAR) – promieniowanie słoneczne, które może być zabsorbowane przez barwniki fotosyntetyczne na potrzeby fotosyntezy. Zakres długości fali światła fotosyntetycznie czynnego zbliżony jest do zakresu światła widzialnego i wynosi od ok. 400 do ok. 700 nm.
Podstawowymi jednostkami pomiaru promieniowania fotosyntetycznie czynnego jest energia promieniowania słonecznego dostarczana na jeden metr kwadratowy: wat/m2.
Pomiar ilości fotonów biorących udział w fotosyntezie w danej jednostce czasu określa parametr PPF (ang. photosynthetic photon flux) wyrażany jednostką: μmol/s.
W rzeczywistości podany zakres widmowy PAR jest pewnym uproszczeniem, gdyż o ile większość fotoautotrofów wykorzystuje głównie światło słoneczne wychwytywane przez chlorofil a, o tyle niektóre organizmy wykorzystują energię światła spoza zakresu PAR, dzięki pozostałym barwnikom fotosyntetycznym, dlatego też wg. niektórych źródeł przyjmuje się rozszerzony zakres widma nawet do 350–850 nm.
Znaczna część promieniowania słonecznego jest pochłaniana lub odbijana przez ziemską atmosferę. Ultrafiolet pochłaniany jest w dużej mierze przez tlen, zwłaszcza w postaci ozonu (ozonosfera), podczerwień przez gazy cieplarniane (metan, podtlenek azotu, dwutlenek węgla, para wodna). W związku z tym, atmosfera ziemska jest przezroczysta głównie dla światła widzialnego. W docierającym do powierzchni Ziemi świetle słonecznym, promieniowanie czynne fotosyntetycznie stanowi od 43,5% w dni pochmurne do 53% w dni słoneczne. Ilość ta zależy od kąta padania światła, zachmurzenia, zapylenia itp. Globalną sumę promieniowania aktywnego fotosyntetycznie ocenia się na 255 · 1019 kJ · rok-1, tj. 80,9 · 109 MW, a w okolicach Krakowa 13 400 · 106 kJ · ha-1· rok-1, tj. 42,5 W · m-2.
Promieniowanie słoneczne, docierając do powierzchni wody, częściowo ulega odbiciu, a częściowo pochłanianiu. Stopień odbicia zależy od czynników takich, jak kąt padania (a ten od szerokości geograficznej czy rzeźby terenu), długość fali, struktura powierzchni. Im mniejszy kąt padania, tym więcej światła się odbija, przy kącie poniżej 48,5° całe światło ulega odbiciu. W Europie środkowej w spokojnych warunkach odbiciu ulega kilka procent promieniowania, ale gdy powierzchnia jest sfalowana i spieniona, może to być 30–40%, a przy pokryciu ziarnistym lodem – 75%. Światło, które wnika do wody, ulega pochłonięciu przez zawiesinę (w tym fitoplankton) wraz z głębokością. Strefa, do której dociera 1% światła fotosyntetycznie czynnego, określa się strefą eufotyczną, a ponieważ jest to strefa, w której więcej materii organicznej powstaje w wyniku fotosyntezy, niż ulega rozkładowi – strefą trofogeniczną.